# 水蚌铁路
水蚌铁路是连接安徽省合肥市长丰县水湖镇至蚌埠市的铁路，是淮南铁路和京沪铁路的连接线。全长61公里。

## 历史

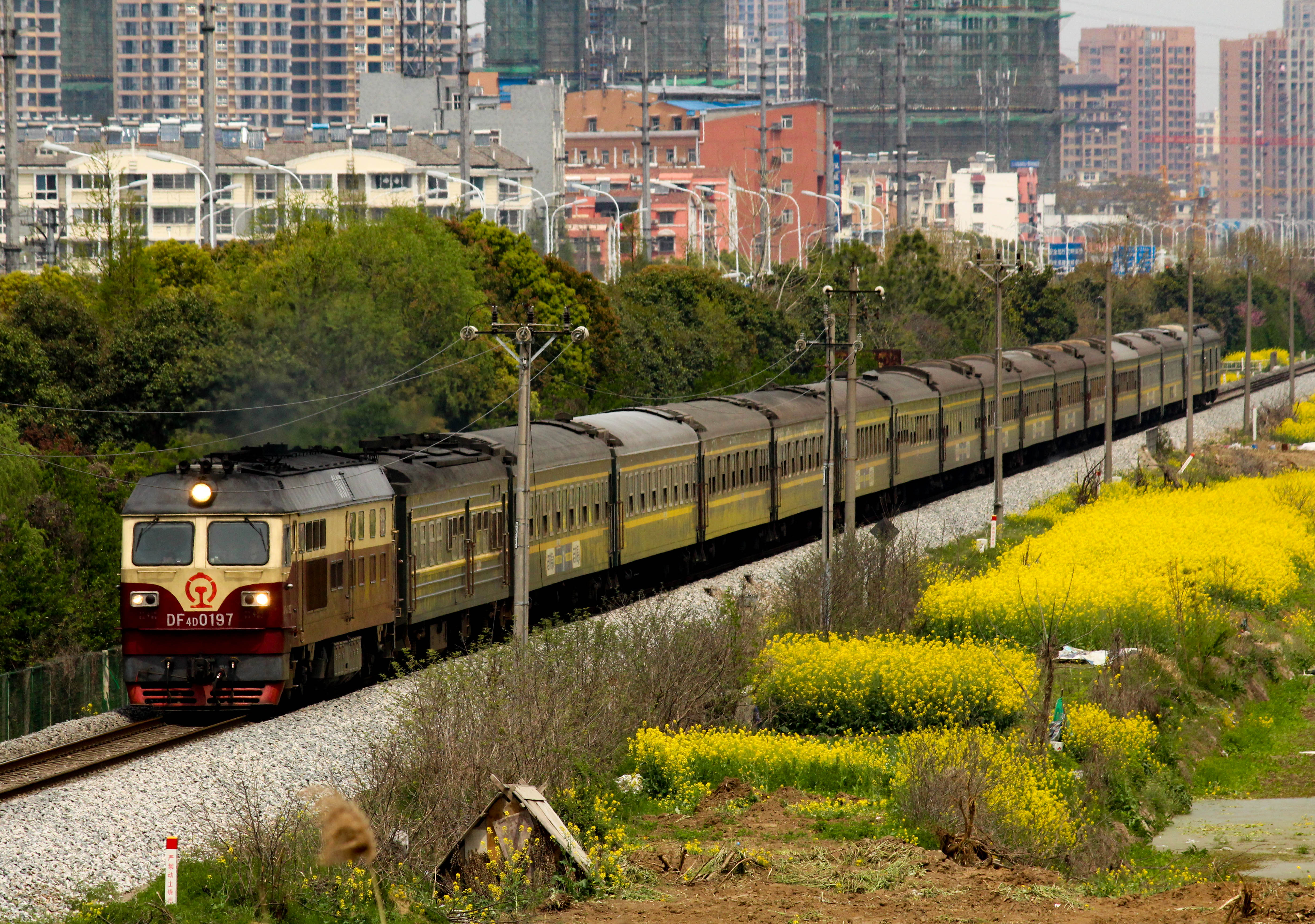
DF4D-0197牵引K8585次行驶于水蚌铁路蚌埠段（2017年）

1937年抗日战争爆发，1938年春天，日軍進犯南京，国民政府下令對淮南铁路全线炸毁。至1938年7月，淮南铁路全线沦于日军之手，1941年，日军将拆除的淮南铁路的器材移建水蚌铁路，与津浦鐵路相接，方便将煤炭運至南京、上海。1945年日军战败投降之后，国民政府重新掌握铁路的所有权。国共内战之后，水蚌铁路遭到毁坏。1949年1月27日，铁路工人开始抢修改线铁路桥梁，至2月初恢复通车。1983年，由于蚌埠前往合肥方向的列车需在水家湖站调向，水蚌线炉桥-水家湖区间新建张家岗线路所，并修建从北侧引入水家湖站的水蚌北联络线。
2010年1月，水蚌铁路电气化扩能改造工程开工。
2018年起水蚌铁路蚌埠段计划进行改线工程。新线计划从蚌埠东站引出，中途设李楼、田荣两个会让站，接轨于既有水蚌线姜桥—刘府区间。改线工程于2020年12月22日建成通车，而水蚌铁路全線则于12月28日電氣化通車。

## 與其它鐵路的連接
水蚌铁路周边地区是华东地区主要的煤矿石等重要资源产地，因此沿线多个车站均建有通往相关厂区的铁路专用线。
- 蚌埠站：京沪铁路
- 西泉街站：国电蚌埠发电有限公司专用线，与国电大道并行，通往蚌埠市怀远县孝仪乡国电蚌埠二电厂（孝仪电厂）。
- 武店站：蚌埠工务段和蚌埠铁路水泥厂专用线，通往滁州市凤阳县武店镇重要的矿石产地搬井采石场。
- 年家岗站：安徽华塑股份有限公司专用线，通往滁州市定远县炉桥镇定远盐化工业园华塑股份有限公司。
- 炉桥站：粮食仓库专用线，通往滁州市定远县国家粮食储备库和安徽省石油公司定远支公司炉桥油库[10]。
- 水家湖站：淮南铁路